# 蔡彩貞
蔡彩貞（1957年—），臺灣法官，國立臺灣大學法律系學士、管理學院商學碩士。現任司法院大法官，曾任最高法院審判長、中華民國女法官協會理事長、司法院刑事廳廳長、臺灣士林地方法院院長。

## 生平
蔡彩貞來自臺南，從國立臺南女子高級中學畢業後，進入國立臺灣大學法律系就讀。大學畢業後通過金融人員高等考試，於1981年分發到臺北銀行國外部，負責出口押匯業務。同年通過司法官考試，在1983年進入司法官訓練所受訓，為司法官班第21期結業。
2002年臺灣高等法院法官任內，調兼司法院刑事廳副廳長，並在此一期間，於臺灣大學管理學院碩士在職專班（EMBA）財務金融組修讀商學碩士學位。2005年至2008年間，調最高法院辦事。在最高法院時，曾經參與組成臺北市長馬英九特別費案的三審合議庭。
2009年，蔡彩貞升任最高法院法官。在2012年最高法院廢除「秘密分案」制度時，她表態反對，認為公開主辦法官會讓有權勢者容易關說，不利於公正審判。2014年再調到司法院，擔任司法院刑事廳廳長，2016年又調到臺灣士林地方法院當院長，至2019年才調回最高法院。
2023年3月，由司法院向總統蔡英文推薦出任大法官，並於5月底獲提名。6月21日獲得立法院62張同意票，確定成為大法官，於10月1日就職。

## 備註
1. ↑  民國 69 年公務人員高等考試金融人員法務組考試及格
2. ↑  民國 70 年特種考試司法人員考試乙等考試推事檢察官考試及格